# Fiesta de la Música Catalana
En 1904, el Orfeón Catalán, con la misión de promover la actividad compositiva y de agrandar el patrimonio musical catalán, organiza la primera Fiesta de la Música Catalana, certamen en que se daban premios de composición musical. 

## Organización del Certamen
El certamen contó con el apoyo y el mecenazgo de instituciones tan importantes como el Ayuntamiento de Barcelona, la Diputación, el Ateneo Barcelonés, el Centro Excursionista de Cataluña, la Unión Catalanista, la Liga Regionalista, la Asociación Musical de Barcelona, la Orquesta Sinfónica de Barcelona, la Asociación de Música da Camera, la Asociación de Nuestra Señora de Pompeia, la Asociación de Amigos de la Música, la Juventud Católica, el Real Círculo Artístico, la Asociación del Saludo Sabatina de Nuestra Señora de la Merced, la Sociedad Anónima Casa Dotesio, la Banda Municipal de Barcelona, así como varios particulares: Joan Millet, Francisco Flos, Joaquim Pena y Francesc Cambó, entre muchos otros. 
El jurado fue presidido por el director del Orfeón Lluís Millet y Labrador y contó con músicos tan importantes como Felip Pedrell, Joan Lamote de Grignon, Antoni Nicolau, entre muchos otros.
Los participantes enviaban sus composiciones al Orfeón Catalán con el título de la obra y un lema. Para mantener el anonimato, las partituras no podían ser autógrafas. Tenían que ser transcritas por un copista. Al publicar el jurado el veredicto, con el nombre de las obras y el lema, los compositores tenían que mandar una carta con los primeros compases de la composición premiada acompañados del nombre y su residencia, para acreditar la autoría.
Las obras no premiadas se devolvían a los compositores durante los meses siguientes, pero las de los galardonados pasaban a formar parte del patrimonio musical del Orfeón Catalán, que se reservaba el derecho a ejecutarlas. 
Durante la Fiesta se hacía la entrega de premios y el Orfeón ejecutaba, en el mismo acto, las composiciones de los tres primeros galardonados. El ganador del primer premio tenía que escoger una reina de la Fiesta, que era la encargada de dar el premio a los varios ganadores. Desde un primer momento la celebración adquirió la estética de la fiesta de los Juegos Florales de Barcelona.
El Orfeón Catalán convocó el pasado 2015 el I Concurso Internacional de Composición Coral “Fiesta de la Música Coral”, siguiendo la idea del concurso de la “Fiesta de la Música Catalana” y con el objetivo de incentivar la nueva creación coral catalana e internacional. El jurado de esta primera edición del concurso fue: Antoni Ros Marbà, director y compositor, presidente del jurado; Benet Casablancas, compositor; Xavier Labrador i Corella, director, compositor; Fredrik Malmberg, director de Eric Ericsons Kammarkör de Suecia, y Josep Vila i Casañas, director del Orfeón Catalán y compositor.
Los premiados en esta primera edición fueron: Joan Magrané Higuera, por Come fontana piena, madrigale; Paul Ayres, por The players ask for a blessing; Concepción Meseguer, por Brujas, hadas y sirenas; Gerard López Boada, por Three japanese songs; Mariona Vila, por Cançó de l'home parat al cantó, y Josep Maria Tiza, por Why is my verse.
El acto finalizó con un concierto de celebración de la “Fiesta de la Música Coral” en el Palacio de la Música Catalana el 28 de febrero de 2016 en el cual se estrenaron las obras galardonadas.

## Compositores galardonados
- Primera Fiesta de La Música Catalana (1904) 
  - Ganadores: Josep Sancho Marraco, Francesc Areso, Joaquim Grant, Josep Maria Cogul, Francesc Montserrat, Joaquim Pecanins, Josep Serra y Frederic Alfonso.

- Segunda Fiesta de la Música Catalana (1905) 
  - Ganadores: Joan B. Lambert, Frederic  Alfonso y Josep Sancho Marraco, Domènech Mas y Serracant, Francesc Areso, Joaquim Pecanins, Valeri Serra I Boldú, Josep Civil y Castellví, Josep M. Cogul, Conrad Molgosa i Planas, Amadeu Argelaga, Narcisa Freixas y Francesc Pujol.

- Tercera Fiesta de la Música Catalana (1906) 
  - Ganadores: Vicenç Maria de Gibert, Frederic Alfonso, Francisco Areso, Josep Agulló i Prados, Joan Llongueras, Valeri Serra i Boldú, Vicenç Bosch, Cassià cassademont, Vicenç Maria de Gibert y mossen Romeu.

- Cuarta Fiesta de la Música Catalana (1908) 
  - Ganadores: Marià Viñas, Joan B. Lambert, mossen Romeu, Julià Farnés, Enric Vigo, Vicenç Maria de Gibert, Francesc Fornells, Tomàs Buxó y Antoni Pérez Moya

- Quinta Fiesta de la Música Catalana (1911) 
  - Ganadores: Joan B. Lambert, mossen Romeu, Rogelio Villar, Josep Masó y Goula, Pilar Roca, Josep Cumellas y Ribó, Celestí Sadurní, Francesc Fornells y Sancho Marraco.

- Sexta Fiesta de la Música Catalana (1915)[3]
  - Ganadores: Vicenç Maria de Gibert, Marià Viñas, mossen Romeu, Joan Baptista Lambert, Miquel Rué y Tomàs Buxó.

- Séptima Fiesta de la Música Catalana (1917) 
  - Ganadores: Joan Manén, Sancho Marraco, Antoni Pérez Moya, Climent Lozano, Josep Cumellas i Ribó, Francesc Fornells, Vicenç Maria de Gibert, Antoni Pol y Antoni Josep Pont de Mallorca, Valeri Serra y Boldú y Gabriel Castellà.

- Octava Fiesta de la Música Catalana (1920) 
  - Ganadores: Joan B. Lambert, Juli Garreta, Joan Sala, Pilar Roca, Tomàs Buxó, Josep Maria Benaiges Pujol, Antoni Pérez Moya y Climent Lozano.

- Novena Fiesta de la Música Catalana (1922) 
  - Ganadores: Antoni Massana, Antoni Pérez Moya, Antoni Planàs, Antoni Català, Joaquim Zamacois, Josep Maideu, Lluís Comella, Joan Sala, Josep Potellas, Josep Maria Castellano.[4]

## Fondos
El Centro de Documentación del Orfeón Catalán conserva el fondo de la Fiesta de la Música Catalana que contiene principalmente las partituras generales manuscritas, no autógrafas, de las composiciones premiadas en las nueve ediciones del concurso de la Fiesta de la Música Catalana. Destacan las composiciones de autores como: Domènec Mas i Serracant, Joan Baptista Lambert, Francesc Pujol, Joan Llongueras, Juli Garreta, Pilar Roca, Narcisa Freixas y Josep Cumellas, entre muchos otros.
Predominan las compilaciones de canciones populares, obras para coro, para voz y piano, sardanas, y también algunas transcripciones de partituras antiguas y de géneros religiosos como el motetes y los salmos.
Se ha conservado una parte de la documentación administrativa del jurado en lo referente a la gestión y adjudicación de los premios. Destacan también los comprobantes de premios, los veredictos, los listados de obras premiadas y las bases del concurso.
En cuanto a la documentación gráfica, se han conservado cuatro fotografías de las reinas de la Fiesta de los años 1906, 1908, 1910 y 1917.